# Condado de Johnston (Carolina del Norte)
El condado de Johnston (en inglés: Johnston County, North Carolina), fundado en 1746, es uno de los 100 condados del estado estadounidense de Carolina del Norte. En el año 2000 tenía una población de 121 965 habitantes con densidad poblacional de 79 personas por km². La sede del condado es Smithfield.

## Geografía
Según la Oficina del Censo, el condado tiene un área total de 2062 km² (796,1 mi²), de la cual 2051 km² (791,9 mi²) es tierra y 10 km² (3,9 mi²) es agua.

### Municipios
El condado se divide en diecisiete municipios: Municipio de Banner, Municipio de Bentonville, Municipio de Beulah, Municipio de Boon Hill, Municipio de Clayton, Municipio de Cleveland, Municipio de Elevation, Municipio de Ingrams, Municipio de Meadow, Municipio de Micro, Municipio de O'Neals, Municipio de Pine Level, Municipio de Pleasant Grove, Municipio de Selma, Municipio de Smithfield, Municipio de Wilders y Municipio de Wilson Mills.

## Demografía
En el 2000 la renta per cápita promedia del condado era de $40 872, y el ingreso promedio para una familia era de $48 599. El ingreso per cápita para el condado era de $18 788. En 2000 los hombres tenían un ingreso per cápita de $30 008 contra $25 582 para las mujeres. Alrededor del 12.80% de la población estaba bajo el umbral de pobreza nacional.

## Lugares

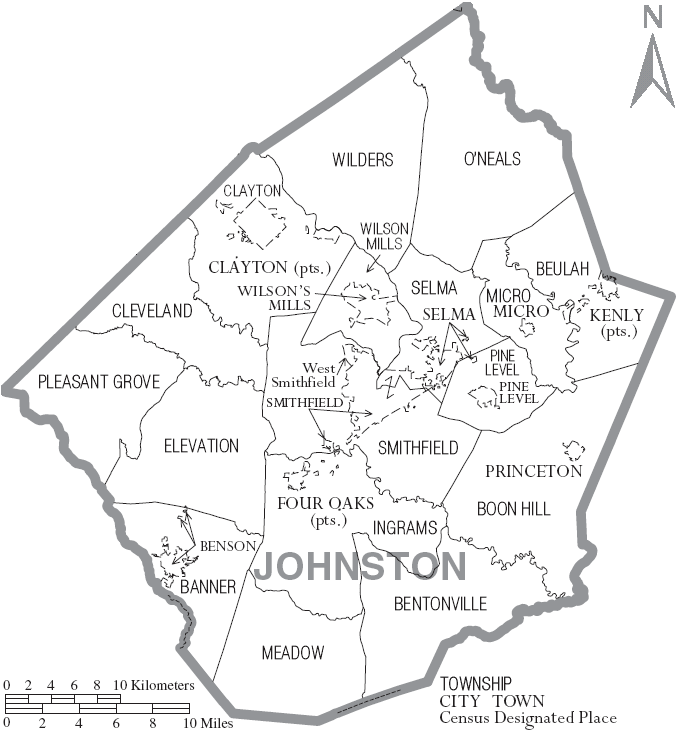
Mapa del Condado de Johnston en Carolina del Norte con sus municipios

### Ciudades y pueblos
Las siguientes ciudades y pueblos se encuentran principalmente en el Condado de Johnston.
- Benson
- Clayton
- Four Oaks
- Kenly
- Micro
- Pine Level
- Princeton
- Selma
- Smithfield
- West Smithfield
- Wilson's Mills

Además, una pequeña porción de la ciudad de Zebulon y Garner se encuentra dentro del Condado de Johnston.

### Comunidades no Incorporadas
- Archer Lodge
- Cleveland
- Emit
- Flowers
- Hocutts Crossroads
- Jordan
- McGee Crossroads
- Peacocks Crossroads
- Powhatan
- Stancils Chapel

### Principales carreteras
- Interestatal 40
- Interestatal 95
- U.S. Highway 70
- U.S. Highway 301
- U.S. Highway 701